# Exchange of Wives

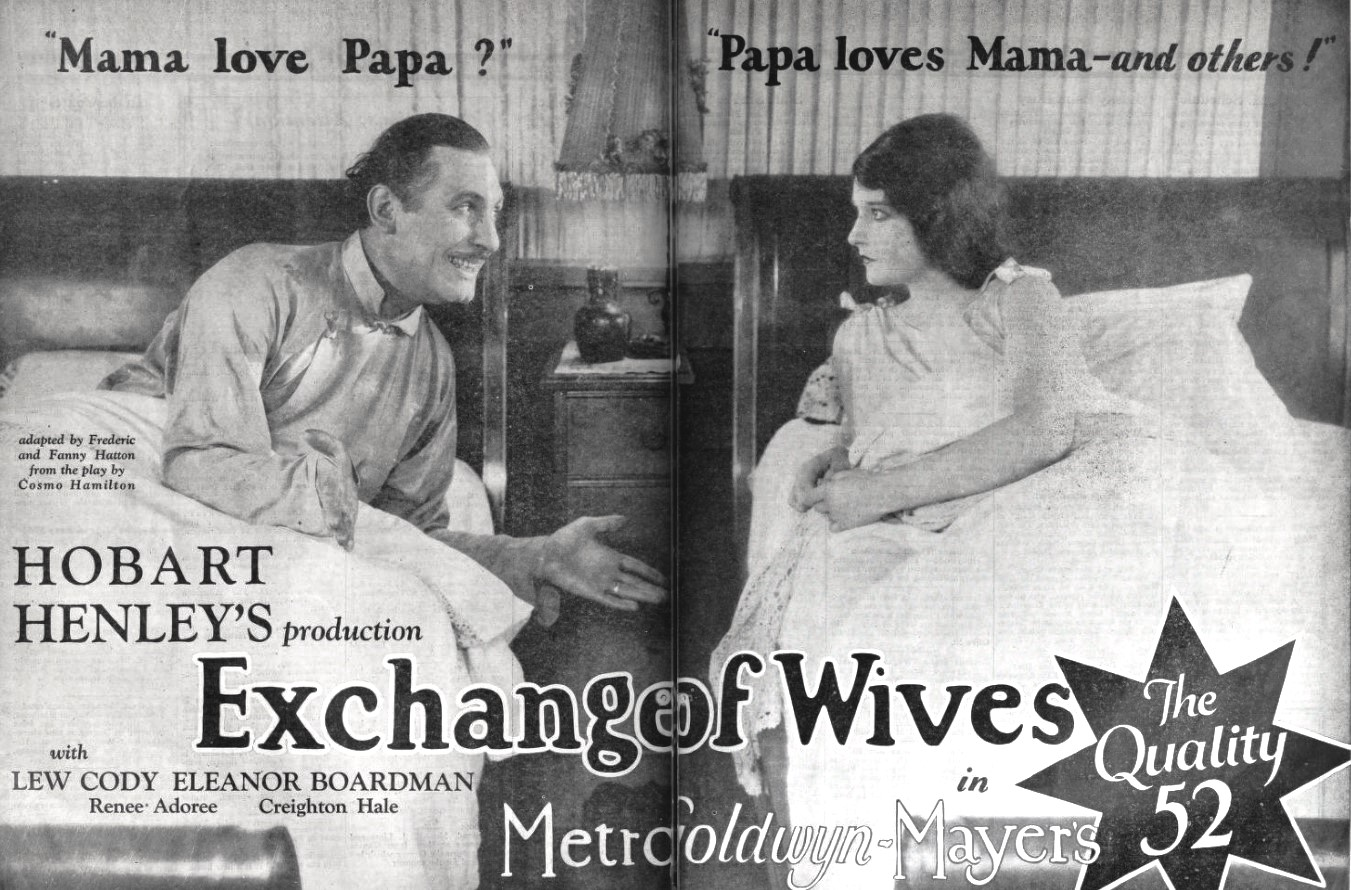
Anunci de la pel·lícula aparegut a la revista Film Daily el 23 de setembre de 1925 (pags 8 i 9) amb Lew Cody i Eleanor Boardman.

Exchange of Wives  és una pel·lícula muda de la MGM dirigida per Hobart Henley i protagonitzada per Eleanor Boardman, Renée Adorée, Lew Cody i Creighton Hale. Basada en l’obra teatral “An Exchange of Wives” (1919) de Cosmo Hamilton, es va estrenar l’octubre de 1925.

## Argument
John i Margaret i Elsie i Victor són dues parelles que porten un any casades i són veïnes. Margaret és una excel·lent cuinera i dona de casa seva però poc afectuosa, mentre que Elise, per contra, és molt carinyosa però un zero a la cuina. Ells també tenen caràcters contraris. Les dues parelles s'acaben trobant i mentre Elise flirteja amb John, Victor s'enamora de Margaret. Aquesta, decidida a mantenir el seu marit organitza una excursió dels quatre a un refugi de muntanya on marits i mullers viuran en habitacions diferents i cada esposa haurà de cuinar pel marit de l’altra. Al final, John se sent feliç de retornar amb Margaret i aconsegueix que Elise torni als braços de Victor.

## Repartiment
- Eleanor Boardman (Margaret Rathburn)
- Lew Cody (John Rathburn)
- Renée Adorée (Elise Moran)
- Creighton Hale (Victor Moran)
- Pierre de Ramey
- June Rock (nena)